# La storia di una città qualsiasi
La storia di una città qualsiasi (The Story of Anyburg U.S.A.) è un film del 1957 diretto da Clyde Geronimi. È un cortometraggio animato, prodotto dalla Walt Disney Productions e uscito negli Stati Uniti il 19 giugno 1957, distribuito dalla Buena Vista Distribution.